# Wernburg
Wernburg ist eine Gemeinde im thüringischen Saale-Orla-Kreis. Die Gemeinde hat etwa 680 Einwohner auf einer Fläche von 6,84 km².

## Geografie
Wernburg liegt südlich der Stadt Pößneck und östlich von Ranis am südlichen Rand der Orlasenke in kupierten Gelände des auslaufenden Südostthüringer Schiefergebirges. Die Landesstraße 1102 verbindet das Dorf Wernburg und den Weiler Seebach mit dem Umland.

### Gemeindegliederung
Die Gemeinde Wernburg besteht aus den Ortsteilen Wernburg und Seebach.

### Nachbargemeinden
Angrenzende Gemeinden sind (im Uhrzeigersinn) Bodelwitz, Peuschen, Moxa, Schmorda sowie die Städte Ranis und Pößneck.

## Geschichte
Eine neolithische Höhensiedlung lag auf dem Haselberg westlich von Wernburg. Auf der Anhöhe sind Feuersteinsplitter, Pfeilspitzen und Keramikscherben gefunden worden. Auf einer markanten Anhöhe mit steilen Abhängen in der Orlasenke nordwestlich von Wernburg liegt eine Wallburg. Die genannte Altenburg war eine prädestinierte Höhensiedlung mit Kontrolle über das Orlatal. Kulturhinterlassenschaften sind Beleg einer Ansiedlung im Neolithikum und der Latènezeit.

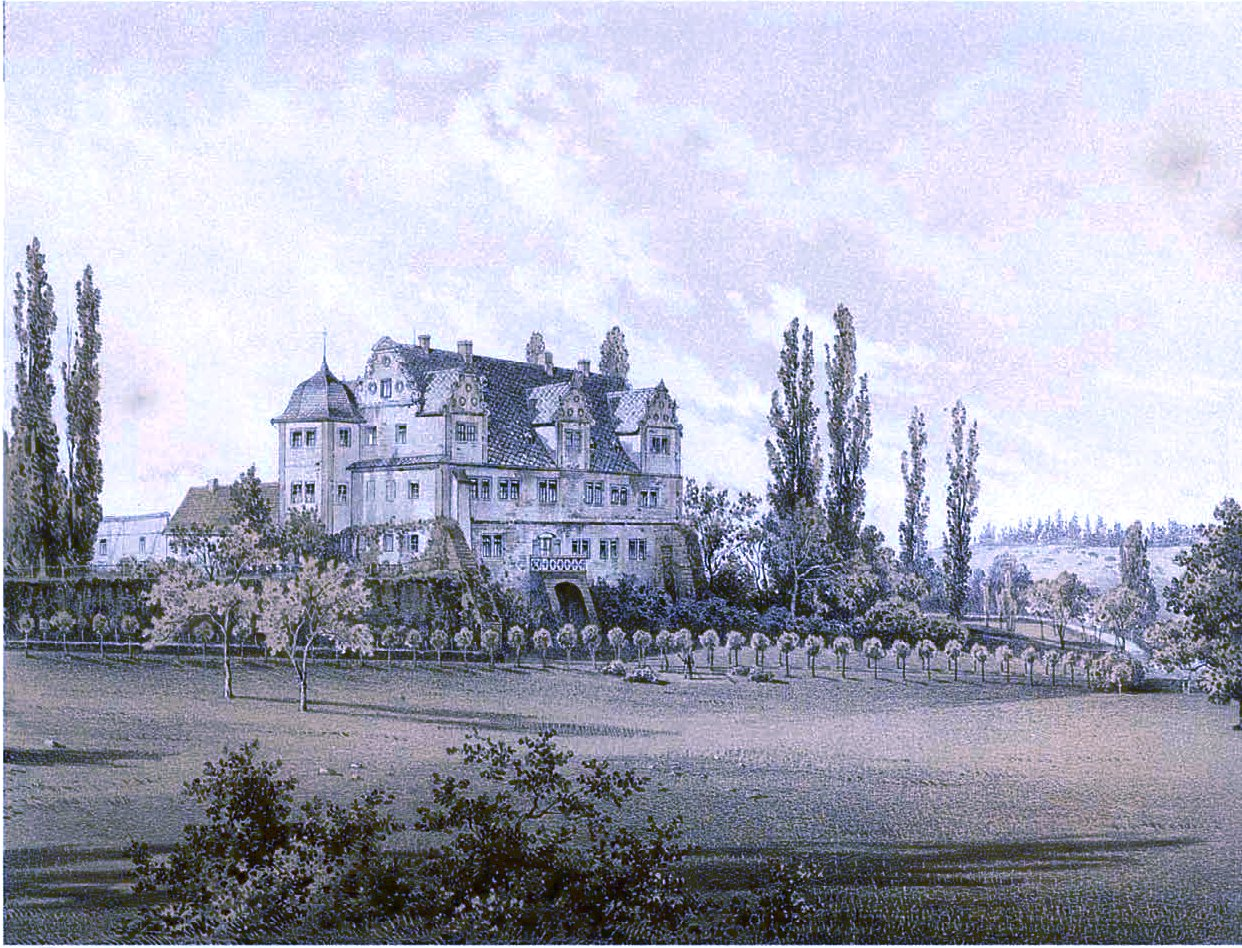
Schloss Wernburg um 1875/77, Sammlung Alexander Duncker

Wernburg, das am Rande der Orlasenke liegt, wurde am 1. Juni 1320 erstmals urkundlich erwähnt. Wernburg gehörte bis 1815 zum kursächsischen Amt Arnshaugk und kam nach dessen auf dem Wiener Kongress beschlossenen Abtretung an den preußischen Landkreis Ziegenrück, zu dem der Ort bis 1945 gehörte.
Eine Seitenlinie der Familie von Brandenstein nannte sich 1360–1370 nach dem Ort, die ursprüngliche Burganlage befand sich im Oberdorf. Sie stand auf einem kleinen Felsen mit einem Graben umgeben. Gegen 1580 zog die Familie in das neu errichtete Renaissance-Schloss. 1684 erwarb die Familie von Seebach dieses Rittergut, 1735 die Familie von Schönfeld. Durch Heirat gelangte das Gut nach 1757 an die Familie der Freiherren von Erffa. Das Adelsgeschlecht bildete eine eigene genealogische Familienlinie Wernburg heraus. Namhaftester Guts-Eigentümer wurde der Politiker Hermann von Erffa-Wernburg, verheiratet mit Elisabeth Freiin von Varnbüler. Ihr Erbe als Majoratsbesitzer wurde der Landrat Georg von Erffa, liiert mit Luise von Wegnern. Die Nachfahren bewohnten den Herrensitz durchgehend bis Ende 1945, der letzte Grundbesitzer, der Landwirt Burkhart von Erffa, gilt seit Herbst 1945 als vermisst, nachdem er in das sowjetische Speziallager 2, Buchenwald, verschleppt worden war. Sein jüngster Bruder Hauptmann Friedrich Wilhelm von Erffa starb ebenfalls im Krieg.
Zu DDR-Zeiten diente das Schloss als Fachschule für Tierzucht, Schwerpunkt Schweinezucht. 1960 brannte das Gebäude zu großen Teilen ab, die wenigen Reste sind provisorisch gesichert. Die ehemals zum Gut gehörende, quadratische St.-Veit-Kapelle von 1508 wird derzeit restauriert.

### Einwohnerentwicklung
Entwicklung der Einwohnerzahl (ab 1994: Stand jeweils 31. Dezember):
| - 1933: 791 - 1939: 823 - 1994: 680 - 1995: 686 - 1996: 712 - 1997: 725 | - 1998: 717 - 1999: 744 - 2000: 770 - 2001: 766 - 2002: 768 - 2003: 772 | - 2004: 772 - 2005: 772 - 2006: 759 - 2007: 747 - 2008: 734 - 2009: 722 | - 2010: 705 - 2011: 662 - 2012: 648 - 2013: 649 - 2014: 656 - 2015: 639 | - 2016: 631 - 2017: 625 - 2018: 612 - 2019: 615 - 2020: 608 - 2021: 602 | - 2022: 608 - 2023: 615 |

Datenquelle ab 1994: Thüringer Landesamt für Statistik

## Politik

### Gemeinderat
Seit der Kommunalwahl 2014 setzt sich der Gemeinderat wie folgt zusammen:
- FDP: 5 Sitze (61,1 %)
- Bündnis 90/Die Grünen: 2 Sitze (22,9 %)
- Die Linke: 1 Sitz (15,9 %)

Die Wahlbeteiligung lag bei 58,4 %.

### Wappen
Das Wappen wurde am 24. Januar 1995 durch das Thüringer Landesverwaltungsamt genehmigt.
Blasonierung: „Geteilt von Gold über Rot; belegt mit einem goldenen Herzschild, der zwischen zwei gestürzten grünen Keilen einen steigenden grünen Keil zeigt, oben drei grüne Laubbäume, unten zwei silberne Flügel.“
Das Wappen wurde vom Heraldiker Michael Zapfe gestaltet.

## Geschichtsdenkmale
Auf dem Friedhof an der Bodelwitzer Straße erinnert ein Findling mit mahnender Aufschrift an mindestens sieben KZ-Opfer eines Todesmarsches, der im April 1945 von SS-Männern durch den Ort getrieben wurde. Nichts mehr erinnert an die Kriegsgefangenen und Zwangsarbeiter, die in Wernburg und Bodelwitz in der Landwirtschaft eingesetzt wurden.

## Persönlichkeiten
- Martin Anton Schmidt (1919–2015), evangelischer Theologe, Kirchenhistoriker und Hochschullehrer
- Christa Vetter (1932–2018), Fernseh- und Hörspiel-Dramaturgin sowie Herausgeberin